# Romhány

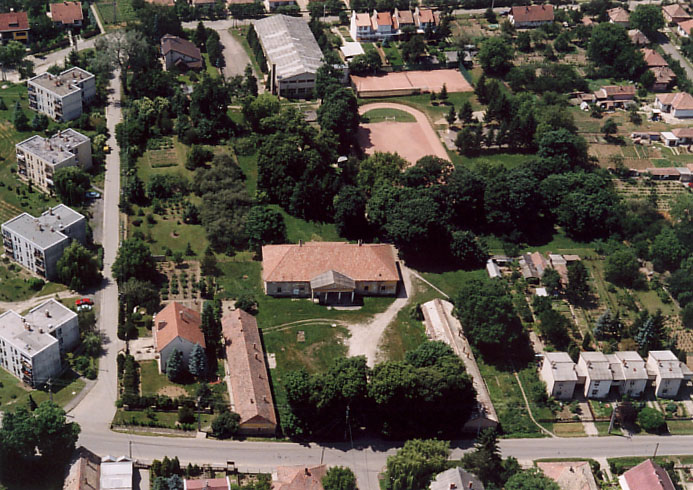
pałac w Romhánach i fragment wsi z lotu ptaka

Romhány – wieś i gmina w północnej części Węgier, w pobliżu miasta Rétság. Gmina Romhány liczy 2235 mieszkańców (styczeń 2011) i zajmuje obszar 25,47 km².
Miejscowość leży na obszarze Średniogórza Północnowęgierskiego, w pobliżu granicy ze Słowacją. Administracyjnie należy do powiatu Rétság, wchodzącego w skład komitatu Nógrád.